# Opphus (stacja kolejowa)
Opphus – stacja kolejowa w Opphus, w regionie Hedmark w Norwegii, jest oddalony od Oslo Sentralstasjon o 213,85 km. Położony na wysokości 244,4 m n.p.m.

## Ruch pasażerski
Leży na linii Rørosbanen, jednej z dwóch równoległych linii kolejowych prowadzących z Oslo do Trondheim, mniej uczęszczanej i niezelektryfikowanej. Stacja obsługuje ruch dalekobieżny do Hamar, Røros oraz jedno połączenie dziennie do Trondheim S. 

## Obsługa pasażerów
Parking na 10 miejsc. Odprawa podróżnych odbywa się w pociągu.